# Aibek Turatalievitx Matkerimov
Aibek Turatalievitx Matkerimov   (Jalal-Abad, 8 de novembre de 1980) és un obstetra-ginecòleg i polític kirguís. En les eleccions legislatives del 2021, va ser el candidat del partit polític Ata-Djurt i es va esdevenir el que tenia major representació al Parlament kirguís.